# Три капуцини (гора)
Три капуцини (нім. Drei Kapuziner) — гора в Ліхтенштейні, висотою — 2 084 м. Ця гора належить до гірського масиву Ретікон у Східних Альпах.
Гора розташована в центральній частині Ліхтенштейну. На схід від столиці країни — Вадуца, в її підніжжі розкинулася комуна-община Трізенберг і головний гірськолижний курорт країни в селі Мальбун.